# Produktionsfunktion
Die Produktionsfunktion stellt in der Betriebswirtschaftslehre und Produktionstheorie den Zusammenhang zwischen dem mengenmäßigen Ertrag (Ausbringung, englisch Output) und den für die Erzielung dieses Ertrages eingesetzten Produktionsfaktormengen (englisch Input) bei konstanter Produktionstechnologie her.

## Allgemeines
Hinter den Produktionsfunktionen der Produktionstheorie stehen keine empirisch ermittelten Sachverhalte über industrielle oder handwerkliche Produktionsverfahren. Es werden vielmehr Produktionsstrukturen erdacht, die aus Relationen zwischen Produktionsfaktoren und Produkten/Dienstleistungen bestehen. Diese auf Vilfredo Pareto zurückgehende Funktion enthält Aussagen über Produktivitätsbeziehungen in Unternehmen.
Mit Produktionsfunktionen befasst sich nicht nur die Betriebswirtschaftslehre, sondern auch die Volkswirtschaftslehre. Technisch wird die Produktionsfunktion mit einer Input-Output-Analyse ermittelt.

## Entstehungsgeschichte
Das klassische Ertragsgesetz gilt als älteste Produktionsfunktion und wird – bei der Kategorisierung als Produktionsfunktion – mit dem Buchstaben A versehen. Als sein Begründer gilt Anne Robert Jacques Turgot (1766). Der Betriebswirt Erich Gutenberg ging 1951 noch davon aus, dass das für die Agrarproduktion aufgestellte Ertragsgesetz auch im Industriebetrieb gilt. In der 2. Auflage seines grundlegenden Buchs von 1955 verwarf er die Gültigkeit des Ertragsgesetzes, es galten nunmehr limitationale Produktionsbeziehungen, die er mit dem Buchstaben B versah.
Im Anschluss an Gutenberg schlugen mehrere Autoren weitere Produktionsfunktionen vor, die mit nachfolgenden Buchstaben des Alphabets in chronologischer Reihenfolge benannt wurden und wegen des impliziten Alleinvertretungsanspruchs andere Typen aus dem Blickfeld drängten. Das trifft vor allem auf die 1953 entwickelte Pichler-Produktionsfunktion zu, die keinen Buchstaben erhielt. Sie geht von einem Mehrproduktunternehmen mit einer mehrstufigen Produktion aus, wobei die Input-Output-Beziehungen in Produktionsstufen erfasst werden, in denen mehrere Input-Güterarten zu mindestens einer Output-Güterart kombiniert werden. Der Ingenieur Pichler sorgte mit seinem Aufsatz für eine Annäherung der Ingenieurwissenschaften an die Betriebswirtschaftslehre.
Es folgten Edmund Heinen und seine 1965 formulierte Heinen-Produktionsfunktion mit dem Buchstaben C und Josef Kloock mit der 1969 entstandenen Kloock-Produktionsfunktion (Typ D). Hans-Ulrich Küpper führte 1979 mit seiner Küpper-Produktionsfunktion ein dynamisches Modell (Typ E) ein. Die Matthes-Produktionsfunktion (Typ F) von Winfried Matthes ergänzte 1979 Typ E um strukturelle, prozesstechnische, soziale und insbesondere finanzielle Nebenbedingungen. Der Typ G aus dem Jahre 2008 ist eine Erweiterung des Typs F durch Matthes selbst und wird heute nicht als ein eigenständiger Typ angesehen.

## Betriebswirtschaftslehre
Produktionsfunktionen werden nach formal-rechnerischen Eigenschaften dahingehend untergliedert, ob der Anteil eines Produktionsfaktors an einem Produkt bei steigender Ausbringungsmenge gleich bleibt (konstante Produktionskoeffizienten) oder sich ändert (variable Produktionskoeffizienten).

### Arten
Unterschieden werden allgemein die limitationale und substitutionale Produktionsfunktion:
- Bei der limitationalen Produktionsfunktion gibt es für jede Ausbringungsmenge nur eine einzige mögliche Kombination der Produktionsfaktoren.
- Bei der substitutionalen Produktionsfunktion können die eingesetzten Faktormengen im Produktionsprozess untereinander ersetzt, also substituiert werden.

Kann der Produktionsfaktor Arbeit in vielen Wirtschaftszweigen (begrenzt) durch Maschinen ersetzt werden (wegen Automatisierung; Rationalisierungsinvestition), liegt eine substitutionale Produktionsfunktion vor. Von einer limitationalen Produktionsfunktion wird in vielen Industrien auszugehen sein (Automobilherstellung), wo beispielsweise der Faktor Werkstoffe nicht durch Arbeit substituierbar ist.
Zudem kann nur bei der limitationalen Produktionsfunktion unterschieden werden:
- Linear-limitational: Die Produktionsfaktoren stehen in einem festen Verhältnis zueinander und in einem festen Verhältnis zur Ausbringung. Hierzu gehört die Leontief-Produktionsfunktion.
- Nichtlinear-limitational: Die Produktionsfaktoren stehen in keinem festen Verhältnis zueinander, aber in einem festen Verhältnis zur Ausbringung. Hierzu gehört die Gutenberg-Produktionsfunktion.

### Typen
| Produktionstyp | Name                          | Begründer (Jahr)                  | Inhalt |
| -------------- | ----------------------------- | --------------------------------- | --- |
| A              | Ertragsgesetz                 | Anne Robert Jacques Turgot (1766) | Werden alle Produktionsfaktoren konstant gehalten (Größe der Ackerfläche, Menge des Saatguts und Düngers), so ist bei zunehmendem Einsatz von Arbeit zunächst mit steigenden, aber ab einem gewissen Punkt mit abnehmendem Ertragszuwachs zu rechnen.      |
| B              | Gutenberg-Produktionsfunktion | Erich Gutenberg (1955)            | Input- und Outputmengen werden mit Hilfe der Intensität der zu verarbeitenden Betriebsmittel in Beziehung gesetzt; für eine gegebene Leistungsintensität des Betriebsmittels gelten dann limitationale Produktionszusammenhänge zwischen Input und Output. |
| C              | Heinen-Produktionsfunktion    | Edmund Heinen (1965)              | Produktionsprozesse werden in Elementarvorgänge zerlegt, die Beziehungen zwischen technischen und ökonomischen Leistungen lassen sich eindeutig aufstellen.                                                                                                |
| D              | Kloock-Produktionsfunktion    | Josef Kloock (1969)               | Der Betrieb wird in Teilbereiche zerlegt, mehrstufige Produktionsprozesse mit zyklischen Verflechtungen aufgezeigt und Input-Output-Matrizen aufgestellt.                                                                                                  |
| E              | Küpper-Produktionsfunktion    | Hans-Ulrich Küpper (1979)         | Input-Output-Matrizen werden dynamisiert durch Berücksichtigung der Dauer des Produktionsprozesses. |
| F              | Matthes-Produktionsfunktion   | Winfried Matthes (1979)           | Ein dynamisches Produktionsmodell wird mit Hilfe eines Netzplanes entwickelt, dieses wird dann mit der Produktionsfunktion von Heinen und den Anpassungsformen kombiniert.                                                                                 |

Die Produktionsfunktion vom Typ A, besser bekannt als Ertragsgesetz, wurde durch Johann Heinrich von Thünen 1842 statistisch in der Agrarproduktion nachgewiesen.
Typ C ist eine Weiterentwicklung von Typ B. Sie gilt für limitationale und substitutionale Produktionsprozesse sowie für Einprodukt- und Mehrproduktunternehmen. Die Produktionsfunktion vom Typ D stellt wiederum eine Weiterentwicklung von Typ C dar und ist eine Verallgemeinerung, aus der sich B und C als Spezialfälle ableiten lassen. Typ G ist eine Erweiterung von Typ F durch Matthes und kein eigenständiger Typ.

### Mathematische Darstellung
Da es sich bei der Produktionsfunktion um eine mathematische Funktion handelt, gilt formal im Einproduktunternehmen:
{\displaystyle x=f(r_{1}{\text{…}}r_{n})}.
Dabei stellt {\displaystyle x} die verschiedenen Kombinationen von Ausbringungsmengen und {\displaystyle r_{1}{\text{…}}r_{n}} die verschiedenen Kombinationen von Faktoreinsatzmengen dar.

### Beschreibung
Eine Produktionsfunktion wird durch das verwendete Produktionsverfahren für ein Produkt bestimmt. Dabei unterscheidet man folgende Arten:
Substitutional

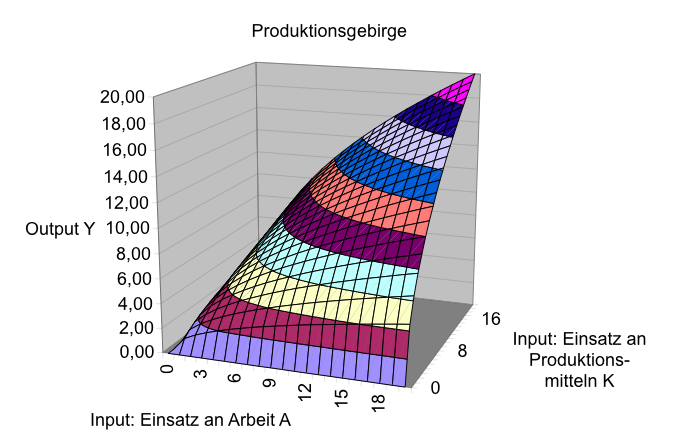
Cobb-Douglas-Produktionsfunktion

Bei einer substitutionalen Produktionsfunktion kann ein Produktionsfaktor (zumindest innerhalb bestimmter Grenzen) durch einen anderen oder die Kombination von anderen Produktionsfaktoren ersetzt (substituiert) werden.
Ein weiteres Kennzeichen der Substitutionalität ist, dass die Output-Menge durch veränderte Einsatzmengen nur eines Faktors bei Konstanz der übrigen Faktormengen beeinflusst werden kann. Hinsichtlich der Substitutionalität kann man zwischen der totalen und der peripheren Substitutionalität unterscheiden. Totale Substitutionalität liegt vor, wenn ein Faktor vollständig durch einen anderen ersetzt werden kann. Dabei kann die Einsatzmenge des Faktors auch null betragen. Analytisch berechenbar durch Auflösen der Produktionsfaktoren und durch die Ableitung der Isoquantengleichung. Periphere Substitutionalität ist dadurch gekennzeichnet, dass der Austausch der Produktionsfaktoren nur innerhalb bestimmter Grenzen möglich ist.
Eine Untergruppe bilden die so genannten CES-Produktionsfunktionen, die sich durch eine konstante Substitutionselastizität auszeichnen. Das bekannteste und in der Volkswirtschaftslehre am häufigsten verwendete Beispiel einer substitutionalen Produktionsfunktion ist die Cobb-Douglas-Produktionsfunktion.
Ertragsgesetzlich

Verlauf der Ausbringungsmenge, ertragsgesetzlicher Kurvenverlauf

Hierbei handelt es sich um die älteste Produktionsfunktion. Sie beruht auf Beobachtungen in der Landwirtschaft und wurde von Turgot als Gesetz vom abnehmenden Bodenertrag formuliert. Es wird von zwei Faktoreinsatzmengen und einer Ausbringungsmenge ausgegangen. Seine Beobachtungen zeigten, dass durch die Erhöhung von Arbeitseinsatz oder Dünger das Produktionsergebnis zunächst steigt, aber ab einer bestimmten Faktoreinsatzmenge die Ausbringungsmenge stetig fällt.
Limitational

Verlauf der Ausbringungsmenge, limitationale Produktionsfunktion

Hierbei stehen die Faktoren in einem bestimmten Einsatzverhältnis, d. h., der Ertrag steigt nur dann, wenn beide Faktoren vermehrt eingesetzt werden. Dies gilt jedoch nur, wenn beide Faktoren im gleichen Maße vorhanden sind, d. h., wenn ein Faktor im Überschuss da ist, so gilt dies nicht. In diesem Falle reicht die Erhöhung des anderen Faktors, um die Ausbringungsmenge zu erhöhen. Dies gilt so lange, bis der Überschussfaktor verbraucht ist. Um eine weitere Steigerung der Ausbringungsmenge zu erreichen, müssen also wieder beide Faktoren erhöht werden. Bis zu diesem Zeitpunkt erhöht sich der Ertrag nicht. Dies ist in dem Knick der Ertragsfunktion zu erkennen. Effizient ist diese Produktion jedoch nur, wenn kein Faktor verschwendet wird, d. h., wenn das richtige Einsatzverhältnis eingehalten wird.

## Volkswirtschaftslehre

Verlauf der Ausbringungsmenge, Cobb Douglas

In der Volkswirtschaftslehre werden drei Produktionsfunktionen beschrieben, die CES-Funktion, die Cobb-Douglas-Funktion und die Leontief-Produktionsfunktion. Allgemeinster Fall ist die CES-Funktion, deren konstante Substitutionselastizität alle Werte von Null bis unendlich annehmen kann. Die übrigen Funktionen sind Spezialfälle der CES-Funktion, weil ihre konstante Substitutionselastizität nur 1 (Cobb-Douglas-Funktion) bzw. 0 (Leontief-Produktionsfunktion) betragen kann. Diesen Produktionsfunktionen liegen volkswirtschaftliche Kennzahlen zugrunde, nämlich das Bruttoinlandsprodukt (BIP) sowie die gesamtwirtschaftlichen Produktionsfaktoren Arbeit, Kapital und der sich aus Vergangenheitswerten von BIP, Arbeit und Kapital ergebende Distributionsfaktor.

## Weitere Entwicklungen
Die Theorie der Produktionsfunktionen wurde insbesondere durch Einbeziehung der Umwelt als natürlichem Produktionsfaktor weiterentwickelt.
Als nachteilig hat sich die unscharfe Trennung zwischen den Größen In- und Output (oder auch Einsatz und Ausbringung) und der eigentlichen Transformation erwiesen. Neuere Ansätze der Produktionstheorie trennen die Bestandsgrößen In- und Output von den Transformationgrößen Verbrauch und Herstellung. Schließlich bedeutet die Hereinnahme von Faktoren in den Betrieb nicht zwangsläufig auch deren Verbrauch in der Produktion (z. B. durch Schwund). Umgekehrt muss ein erzeugtes Gut nicht als Output den Betrieb verlassen (z. B. durch Ausschuss).
Die Transformation lässt sich gut durch die ingenieurwissenschaftlichen Funktionen des technischen Verbrauchs und der technischen Erzeugung beschreiben, wodurch die Integration der Ingenieurwissenschaften in die betriebswirtschaftliche Produktionsfunktion gelingt.
Im Gegensatz zu den volks- und betriebswirtschaftlichen Produktionsfunktionen steht in den ingenieurwissenschaftlichen Funktionen neben Verbrauch und Erzeugung insbesondere die technische Einstellung und technische Auslegung von Produktionssystemen im Vordergrund.